# Forhistoriske fundsteder og hulemalerier i Vézèredalen
Forhistoriske fundsteder og hulemalerier i Vézèredalen er en samling fund efter menneskelig aktivitet i paleolittisk tid, ca. 40.000 år tilbage i tiden. Vézèredalen ligger langs floden Vézère i Aquitaine i det sydlige Frankrig. 
UNESCO har defineret et verdensarvområde på ca. 30 x 40 km som indeholder fund fra 147 bosætninger og 25 grotter med udsmykninger, blandt andet i form af hulemalerier. Dertil er  er der registreret ca. 500.000 små og store fund, inklusive redskaber og kunstfærdigt udformede genstande.
Nogle af grotterne er fortsat åbne for besøgende, mens andre er blevet lukket, eller modtager kun et begrænset antal besøgende, på grund af at maleriene bliver nedbrudt, formentlig af de store antal besøgendes udånding. Grotten i Lascaux, som er den mest kendte, er blevet genskabt i kopi, så man  fortsat kan se og opleve  næsten det samme.
De franske fortidsmindemyndigheder har stået for opførelsen afet museum og besøgscenter i en  by i nærheden.

## Vigtige lokaliteter i området
Alle lokaliteter er ikke listet her, men i dokumentationen fra UNESCO er de følgende fundsteder og huler oplistet.
| Ref.-Nr. | Billede | Navn               | Bemærkning                                | Koordinater                                       | Kommune                            |
| -------- | ------- | ------------------ | ----------------------------------------- | ------------------------------------------------- | ---------------------------------- |
| 85-001   |         | Abri de Cro-Magnon | Frit tilgængeligt fundsted                | 44°57′27.6″N 1°0′22.2″Ø / 44.957667°N 1.006167°Ø  | Les Eyzies-de-Tayac-Sireuil        |
| 85-002   |         | Abri du Poisson    | Besøg kun efter aftale                    | 44°56′38.8″N 0°59′54.2″Ø / 44.944111°N 0.998389°Ø | Les Eyzies-de-Tayac-Sireuil        |
| 85-003   |         | Font de Gaume      | Begrænseet antal besøgende                | 44°56′5″N 1°1′44″Ø / 44.93472°N 1.02889°Ø         | Les Eyzies-de-Tayac-Sireuil        |
| 85-004   |         | La Micoque         | Besøg kun efter aftale                    | 44°57′27.6″N 1°0′22.2″Ø / 44.957667°N 1.006167°Ø  | Les Eyzies-de-Tayac-Sireuil        |
| 85-005   |         | La Mouthe          | Lukket                                    | 44°55′28.9″N 1°1′14.1″Ø / 44.924694°N 1.020583°Ø  | Les Eyzies-de-Tayac-Sireuil        |
| 85-006   |         | Laugerie basse     | Åbent for besøgende, løbende udgravninger | 44°57′3.8″N 0°59′57.5″Ø / 44.951056°N 0.999306°Ø  | Les Eyzies-de-Tayac-Sireuil        |
| 85-007   |         | Laugerie haute     | Besøg kun efter aftale                    | 44°57′11.8″N 1°0′12.3″Ø / 44.953278°N 1.003417°Ø  | Les Eyzies-de-Tayac-Sireuil        |
| 85-008   |         | Le Grand Roc       | Åben for besøgende                        | 44°56′58.2″N 0°59′54″Ø / 44.949500°N 0.99833°Ø    | Les Eyzies-de-Tayac-Sireuil        |
| 85-009   |         | Les Combarelles    | Begrænset adgang                          | 44°56′36.8″N 1°2′31.6″Ø / 44.943556°N 1.042111°Ø  | Les Eyzies-de-Tayac-Sireuil        |
| 85-010   |         | Le Cap Blanc       | Begrænset adgang                          | 44°56′44.3″N 1°5′50.6″Ø / 44.945639°N 1.097389°Ø  | Marquay                            |
| 85-011   |         | Lascaux            | Lukket                                    | 45°3′13.3″N 1°10′12″Ø / 45.053694°N 1.17000°Ø     | Montignac                          |
| 85-012   |         | Cro de Granville   | også Cro de Rouffignac, Begrænset adgang  | 45°0′31.7″N 0°59′15.5″Ø / 45.008806°N 0.987639°Ø  | Rouffignac-Saint-Cernin-de-Reilhac |
| 85-013   |         | Roc de Saint-Cirq  | Begrænset adgang                          | 44°55′33.9″N 0°58′2.9″Ø / 44.926083°N 0.967472°Ø  | Saint-Cirq                         |
| 85-014   |         | Le Moustier        | Besøg kun efter aftale                    | 44°59′39.6″N 1°3′35.5″Ø / 44.994333°N 1.059861°Ø  | Saint-Léon-sur-Vézère              |
| 85-015   |         | La Madeleine       | Utilgængelig                              | 44°58′6″N 1°1′50.8″Ø / 44.96833°N 1.030778°Ø      | Tursac                             |